# Ritratto di giovane donna (Raffaello)
Il Ritratto di giovane donna è un dipinto a olio su tavola (60x40 cm) di Raffaello Sanzio e aiuti, databile al 1518–1519 circa e conservato nel Musée des Beaux-Arts di Strasburgo.

## Storia
Il dipinto si trovava nella collezione Acton di Londra e nel 1890 fu acquistato dal Bode e poi lasciato alla sede odierna. 
L'attribuzione è sempre stata una questione controversa: tradizionalmente riferita alla scuola del Sanzio, dopo la pulitura delle ridipinture ottocentesche e un esame radiografico si è scoperto che la mano, le maniche e la camicia vennero aggiunte in un secondo momento.

## Descrizione e stile
Sullo sfondo di un tendaggio verde, una giovane donna è ritratta a mezzo busto voltata di tre quarti verso sinistra, col volto e lo sguardo ruotati verso lo spettatore. Tiene una mano al petto (la destra), con una posa che ricorda quella della Velata. Una certa somiglianza è ravvisabile anche col ritratto della Fornarina. 
Il profilo è ovale e puro, gli occhi grandi, il naso a patatina, la bocca sottile, il mento appuntito. I capelli sono raccolti da una sorta di turbante, dettaglio assai in voga nella moda del tempo.